# Bakáts tér
A Bakáts tér Budapest IX. kerületében, Belső-Ferencváros városrészben található.

## Története
A terület, ahol a tér kialakult Fellner János telke volt 1776-tól. 1872-ig Templom tér majd Nándor tér volt a neve, ezután kapta a Bakáts tér nevet Bakócz Tamás bíboros után, akinek a neve néhol Bakács vagy Bakáts formában is előfordult. Ugyan 1889-ben az egyháztörténész Fraknói Vilmos Bakóczról írott könyvében egyértelműsítette az 1500-as években élt egykori egri püspök családnevét, az akkori fővárosi tanács erre ügyet sem vetve meghagyta az eredeti elnevezést, ami máig is megmaradt, akár csak az ide torkolló Bakáts utcáé is.
A tér közepén áll az Assisi Szent Ferenc-templom, amely Ybl Miklós alkotása, 1879. április 24-én szentelték fel.
A 10. szám alatt működött a Bakáts téri Kórház, aminek az épületében Erdey Gyula nőorvos létesített magánklinikát 1909-ben Erdey Szanatórium néven. 1913-ban a főváros megvette, és Bakáts téri Szülő- és Nőbetegosztályként működött a Szent István Kórházhoz csatolva. 41 betegszobában 166 beteget tudott fogadni, a vezetője Mansfeld Ottó volt. 1935-ben Budapest Székesfőváros Közkórházainak Eötvös Loránd Rádium és Röntgen Intézetévé alakították át. Ebből az intézetből hozták létre 1953-ban az Országos Onkológiai Intézetet, és egyúttal el is költöztették az épületből. A helyén általános kórház működött, amit 1967-ben a Schöpf-Merei Kórház és Anyavédelmi Központhoz csatoltak.
A tér további látnivalója még az 1956-os emlékmű.

## Galéria
- Assisi Szent Ferenc-templom
- A városrész emléktáblája, Bakáts tér 14.
- A tér emléktáblája
- A Schöpf-Merei Ágost Kórház